# 上天草市立中北小学校
上天草市立中北小学校（かみあまくさしりつ なかきたしょうがっこう）は、熊本県上天草市大矢野町中にある小学校。

## 沿革
- 1905年（明治38年）10月1日 - 学校組合を解消し、中村尋常小学校と改称。中1915-1番地に創立
- 1906年（明治39年）9月1日 - 新校舎移転
- 1918年（大正7年）4月1日 - 中村尋常高等小学校と改称
- 1941年（昭和16年）4月1日 - 中村国民学校と改称
- 1947年（昭和22年）4月1日 - 中村立中北小学校と改称。
- 1954年（昭和29年）4月1日 - 大矢野町立中北小学校と改称
- 2004年（平成16年）- 上天草市立中北小学校と改称